# Luísa de Saxe-Gota-Altemburgo
Luísa de Saxe-Gota-Altemburgo (Luísa Doroteia Paulina Carlota Frederica Augusta; Gota, 21 de dezembro de 1800 — Paris, 30 de agosto de 1831), princesa de Saxe-Gota-Altemburgo e duquesa de Saxe, foi a primeira esposa de Ernesto I de Saxe-Coburgo-Gota e mãe do príncipe Alberto de Saxe-Coburgo-Gota, marido da rainha Vitória do Reino Unido, sendo uma ancestral direta dos atuais monarcas do Reino Unido, Espanha, Noruega, Dinamarca e Suécia.

## Família

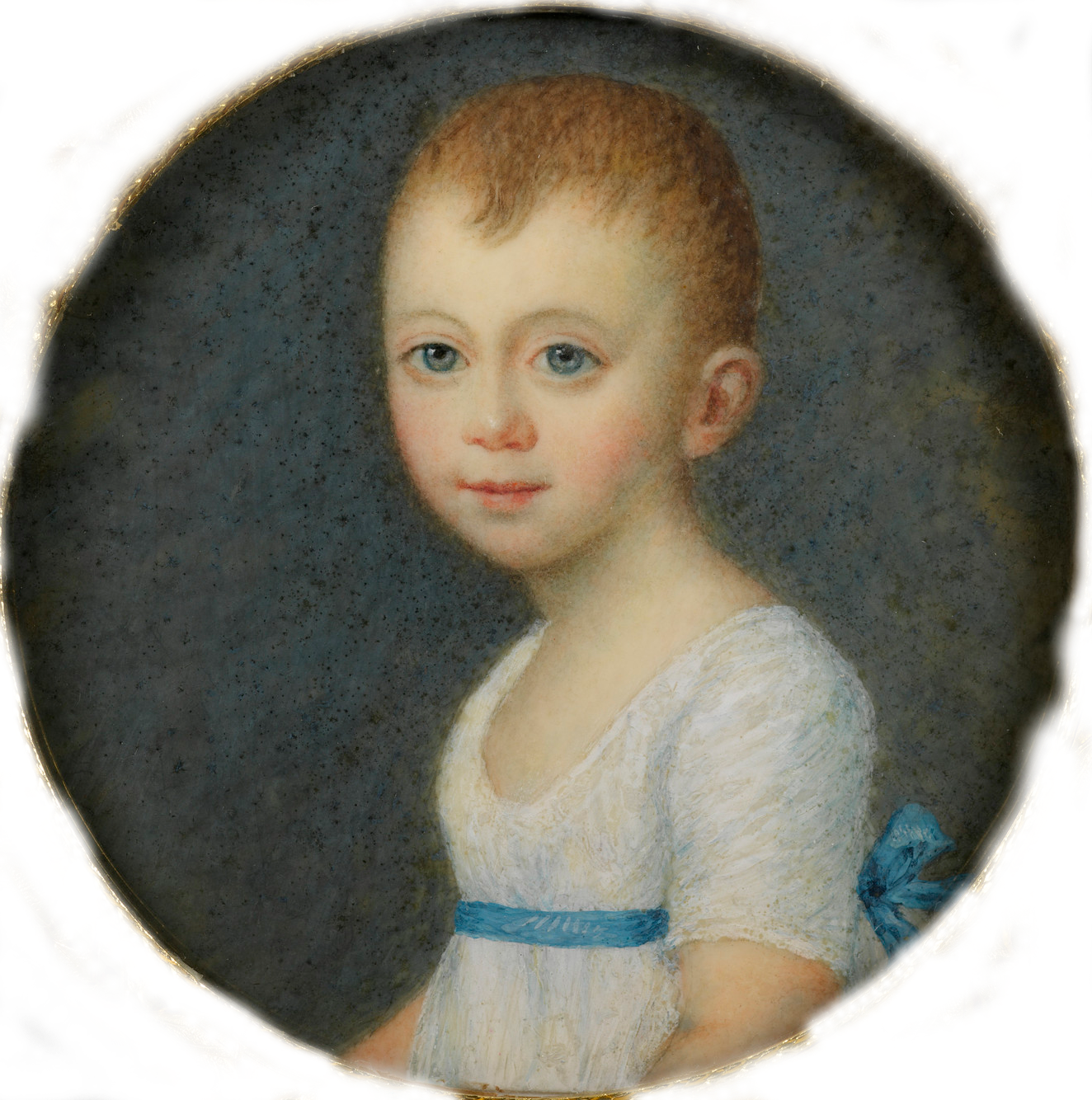
Luísa quando criança em 1803

A princesa Luísa foi a única filha de Augusto, Duque de Saxe-Gota-Altemburgo, e da sua primeira esposa, a princesa Carlota de Mecklenburg-Schwerin, filha de Frederico Francisco I, Grão-Duque de Mecklemburgo-Schwerin e da princesa Luísa de Saxe-Gota-Altemburgo (de quem Luísa herdou o nome).

## Casamento
A 31 de julho de 1817, em Gota, Luísa, na altura com 16 anos de idade, casou-se com o seu parente Ernesto III, Duque de Saxe-Coburgo-Saalfeld, de 39 anos, depois de este não ter conseguido casar-se com uma grã-duquesa russa. Luísa era considerada "jovem, inteligente e bonita".
Juntos, tiveram dois filhos: Ernesto, que herdou os títulos e terras do pai, e Alberto, que, mais tarde, se casou com a rainha Vitória do Reino Unido.
O casamento foi infeliz devido às infidelidades de Ernesto e o casal separou-se em 1824. Nessa altura, Luísa teve direito a ficar com uma propriedade em Sankt Wendel, no Principado de Lichtenberg, que era um território independente que estava sob o governo de Saxe-Coburgo-Gota. Por causa da sua decisão de se separar do marido, Luísa foi obrigada a deixar os dois filhos. O biografo Lytton Strachey escreveu em 1921 que "a nova corte ducal não era conhecida pelo seu exemplo moral. O duque era um homem dado a galantarias e corriam rumores de que a duquesa seguia o exemplo do marido. Rebentaram dois escândalos: falou-se de um dos mordomos da corte, um homem charmoso e culto de origem judaica que terá causado a separação e, mais tarde, o divórcio do casal."

## Vida após o divórcio
A 31 de março de 1826, o casamento de Luísa e Ernesto foi dissolvido oficialmente. Sete meses depois, a 18 de outubro de 1826, Luísa casou-se em segredo com o seu antigo amante, o barão Alexander von Hanstein (posteriormente conde de Pölzig e Beiersdrof). Durante o seu casamento anterior, Luísa tinha tido uma vida social muito activa e tinha recebido a alcunha de Landesmutter (literalmente, a "mãe da região). No entanto, toda a sua felicidade terminou quando, em fevereiro de 1831, o seu casamento secreto com von Hanstein foi descoberto e ela foi proibida de voltar a ver os filhos.
Luísa morreu de cancro a 30 de agosto de 1831, quando tinha apenas 30 anos de idade. Vários anos após a sua morte, a rainha Vitória escreveu uma descrição da sua sogra num memorando datado de 1864: "a princesa foi descrita como tendo sido muito bonita, embora muito baixa. Era loura, tinha olhos azuis e disseram que o príncipe Alberto era muito parecido com ela". Inicialmente, Luísa foi sepultada na Morizkirche, no entanto, em 1859, após a conclusão do mausuleu ducal em Friedhof am Glockenberg, o seu corpo foi transladado para lá.

## Descendência
|  | Nome                            | Nascimento           | Morte                  | Notas                                                                 |
|  | ------------------------------- | -------------------- | ---------------------- | --------------------------------------------------------------------- |
|  | Ernesto II de Saxe-Coburgo-Gota | 21 de junho de 1818  | 22 de agosto de 1893   | Casou-se com Alexandrina de Baden, sem descendência.                  |
|  | Alberto de Saxe-Coburgo-Gota    | 26 de agosto de 1819 | 14 de dezembro de 1861 | Príncipe consorte da Rainha Vitória do Reino Unido, com descendência. |

## Genealogia
| Luísa de Saxe-Gota-Altemburgo | Pai: Augusto, Duque de Saxe-Gota-Altemburgo | Avô paterno: Ernesto II, Duque de Saxe-Gota-Altemburgo                  | Bisavô paterno: Frederico III, Duque de Saxe-Gota-Altemburgo |
| Luísa de Saxe-Gota-Altemburgo | Pai: Augusto, Duque de Saxe-Gota-Altemburgo | Avô paterno: Ernesto II, Duque de Saxe-Gota-Altemburgo                  | Bisavó paterna: Luísa Doroteia de Saxe-Meiningen             |
| Luísa de Saxe-Gota-Altemburgo | Pai: Augusto, Duque de Saxe-Gota-Altemburgo | Avó paterna: Carlota de Saxe-Meiningen                                  | Bisavô paterno: António Ulrico, Duque de Saxe-Meiningen      |
| Luísa de Saxe-Gota-Altemburgo | Pai: Augusto, Duque de Saxe-Gota-Altemburgo | Avó paterna: Carlota de Saxe-Meiningen                                  | Bisavó paterna: Carlota Amália de Hesse-Philippsthal         |
| Luísa de Saxe-Gota-Altemburgo | Mãe: Luísa Carlota de Mecklemburgo-Schwerin | Avô materno: Frederico Francisco I, Grão-Duque de Mecklemburgo-Schwerin | Bisavô materno: Luís de Mecklemburgo-Schwerin                |
| Luísa de Saxe-Gota-Altemburgo | Mãe: Luísa Carlota de Mecklemburgo-Schwerin | Avô materno: Frederico Francisco I, Grão-Duque de Mecklemburgo-Schwerin | Bisavó materna: Carlota Sofia de Saxe-Coburgo-Saalfeld       |
| Luísa de Saxe-Gota-Altemburgo | Mãe: Luísa Carlota de Mecklemburgo-Schwerin | Avó materna: Luísa de Saxe-Gota-Altemburgo (1756–1808)                  | Bisavô materno: João Augusto de Saxe-Gota-Altemburgo         |
| Luísa de Saxe-Gota-Altemburgo | Mãe: Luísa Carlota de Mecklemburgo-Schwerin | Avó materna: Luísa de Saxe-Gota-Altemburgo (1756–1808)                  | Bisavó materna: Luísa Reuss de Schleiz                       |